# الدوري التشيكوسلوفاكي 1976–77
الدوري التشيكوسلوفاكي 1976–77 هو الموسم 70 من الدوري التشيكوسلوفاكي ‏. أشرف على تنظيمه اتحاد جمهورية التشيك لكرة القدم، وكان عدد الأندية المشاركة فيه 16، وفاز فيه دوكلا براغ.